# Dytiscus miocenicus
Dytiscus miocenicus là một loài bọ cánh cứng trong họ Bọ nước. Loài này được Lewis & Gundersen miêu tả khoa học năm 1987.